# Снаків
Снаків або Снаков (словац. Snakov) — село в Словаччині, Бардіївському окрузі Пряшівського краю. 

## Розташування
Розташоване в північно-східній частині Словаччини в найзахіднішій частині Низьких Бескидів в долині потоку Весна.

## Історія
Вперше згадується у 1543 році. Населене українцями, але після Другої світової війни — під загрозою переселення в УССР — абсолютна більшість селян переписалася на словаків та русинів.
В середині XVIII ст.частина русинського населення Снакова переселилась у Воєводину.
В селі є греко-католицька церква Покрови Пресятої Богородиці з 1843 року, національна культурна пам'ятка.

## Населення
| Рік:            | 1993 | 2003    | 2013    | 2023    |
| --------------- | ---- | ------- | ------- | ------- |
| Кількість осіб: | 603  | 651     | 673     | 655     |
| Різниця:        |      | +7,96 % | +3,37 % | -2,67 % |

| Рік:            | 2022 | 2023    |
| --------------- | ---- | ------- |
| Кількість осіб: | 651  | 655     |
| Різниця:        |      | +0,61 % |

В селі проживає 655 осіб.
Національний склад населення (за даними останнього перепису населення — 2001 року):
- словаки — 82,71%
- цигани — 14,17%
- русини — 1,71%
- українці — 0,31%
- поляки — 0,16%

Склад населення за приналежністю до релігії станом на 2001 рік:
- греко-католики — 70,09%,
- римо-католики — 2,80%,
- православні — 0,78%,
- протестанти — 0,31%,
- не вважають себе віруючими або не належать до жодної вищезгаданої церкви — 25,70%

## Мінеральна вода

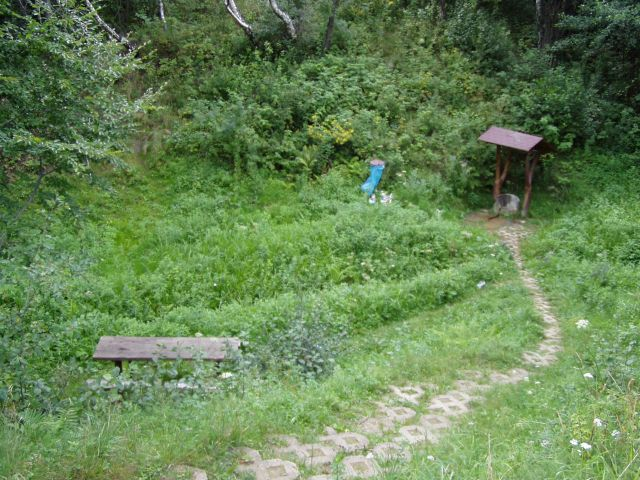
Джерела мінеральної води

В селі є три джерела мінеральної води, при яких ще у 18 ст. був курорт, в якому лікувалось населення всього комітату. Сьогодні воду використовує лише місцеве населення.